# Transports publics de la région nyonnaise
Les Transports publics de la région nyonnaise (TPN) sont une entreprise de transports publics de Suisse, desservant Nyon et ses environs, la région de la Côte vaudoise. La compagnie est liée à celle du chemin de fer Nyon-Saint-Cergue-Morez depuis 1996.
Les TPN exploitent un réseau composé de dix lignes dont cinq lignes urbaines desservant Nyon et Prangins et cinq lignes régionales.

## Histoire
Les transports en commun par bus voient le jour à Nyon quand la ligne Nyon – Crassier – Divonne est remplacée en 1962 par un service d'autobus, étendu jusqu'à La Rippe et desservant Bogis-Bossey et Chavannes-de-Bogis, exploité par Louis SA.
Le 1er janvier 1977, les TPN sont créés et reprennent les activités de l'entreprise Louis SA, dont la ligne de bus précitée.
Le 1er juin 1993, la ligne est prolongée pour desservir Arnex-sur-Nyon et le centre commercial de Chavannes-de-Bogis.
En 1996, les TPN sont rachetés par le Chemin de fer Nyon-Saint-Cergue-Morez (NStCM), qui mettent en place une direction commune entre les deux compagnies ainsi qu'avec les sociétés de remontées mécaniques TéléDôle et Télécabine de Saint-Cergue. Deux ans plus tard, le 24 mai 1998, les TPN obtiennent une concession pour quatre nouvelles lignes : 
- Nyon–Crassier–La Rippe–Divonne-les-Bains ;
- Crassier–Chavannes-de-Bogis–Divonne-les-Bains ;
- Chavannes-de-Bogis–Centre commercial ;
- Chavannes-de-Bogis–Châtaigneriaz–Commugny–Coppet.

La ligne existante est prolongée à Coppet via Châtaigneriaz et Commugny.
Le 1er janvier 1999, les TPN reprennent l'exploitation des bus urbains Nyon-Prangins puis le 15 décembre 2002 ils récupèrent l'intégralité de la ligne Nyon-Gingins.
Le 12 décembre 2004, la compagnie met en service deux nouvelles lignes régionales, tandis qu'elle rejoint l'union tarifaire genevoise Unireso :
- Nyon–Céligny–Coppet ;
- Nyon–Prangins–Gland.

En décembre 2010, le réseau rejoint la communauté tarifaire vaudoise, Mobilis Vaud, entraînant une renumérotation des lignes afin d’éliminer les doublons au sein de la communauté tarifaire.
En décembre 2014, un système de priorité aux feux est mis en place à Nyon, suscitant de nombreuses critiques en raison d'erreurs d'implantations ayant provoqué des bouchons ; des feux ont ainsi être du supprimés afin de rétablir la fluidité à plusieurs carrefours. Ce système accompagne la réorganisation du réseau urbain, autour de cinq lignes organisées en étoile, et la mise en place d'un cadencement au quart d'heure en semaine entre 6 h et 20 h (à la demi-heure en soirée et le samedi et à l'heure le dimanche). Enfin, une nouvelle identité visuelle commune avec le NStCM a été mise en place.
En 2015, les TPN rachètent le dépôt de la Société d’auto-transports du pied du Jura vaudois (SAPJV), en proie à des difficultés financières, à Gland dont ils étaient jusqu'à présent locataires.
Le 15 décembre 2019, la ligne 814, unique ligne à la fois sous-traitée et transfrontalière du réseau, est reprise par ALSA Bustours Gex (ABG), filiale de ALSA-Odier, qui exploite dans le même temps une nouvelle ligne transfrontalière, la 818 entre Gex et Nyon. L'exploitation de ces deux lignes revient dans le giron des TPN le 10 décembre 2023 tandis que la ligne 804 absorbe la ligne 801 et que la ligne 802 disparaît au profit des lignes 803, qui contournera désormais le centre-ville par l'est, et 804.

## Structure de l'entreprise
Entre 2007 et 2017, l'entreprise est passée de 85 à 141 employés.

## Le réseau

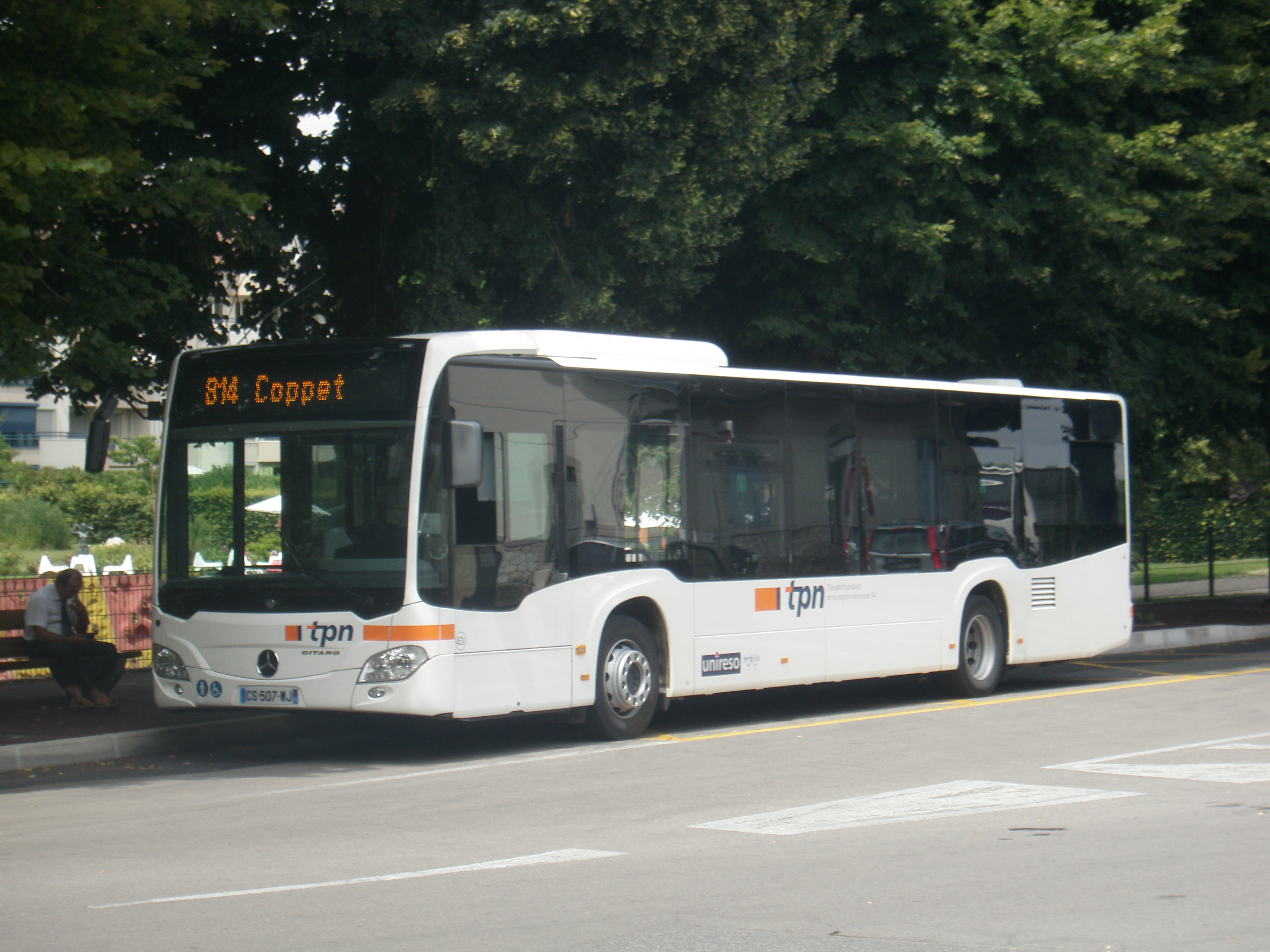
Un Mercedes-Benz Citaro en ancienne livrée sur la ligne transfrontalière 814, alors effectuée par l'opérateur français RDTA pour le compte des TPN.

Le réseau est complémentaire du chemin de fer Nyon-Saint-Cergue-Morez (ligne 155). Il s'étend sur deux cantons, Vaud et Genève, grâce à l'exclave de Céligny.
La proximité du réseau avec le canton de Genève permet d'offrir des interconnexions avec les Transports publics genevois (TPG) à Chavannes-des-Bois entre la ligne 813 et la ligne 55. Le réseau TPN est complété par celui de ALSA Bustours Gex (ABG) dont ses deux lignes 814 (Gare de Coppet-Divonne-les-Bains-Gex) et 818 (Gare de Nyon-Gex) complètent le maillage.
Jusqu'au 15 décembre 2019, les TPN comptaient une ligne transfrontalière, la ligne 814 entre la gare de Coppet, Divonne-les-Bains et Gex, sous-traitée à la régie départementale des transports de l'Ain (RDTA), d'où le fait que les bus de cette ligne possédaient des plaques d'immatriculation françaises. Depuis le 10 décembre 2023 cette ligne, ainsi que la 818 créée entretemps et exploitées par ABG sont reprises par les TPN.

### Lignes urbaines
| Ligne | Parcours                                                                                     | Fréquences                                                                 | Fréquences                           | Fréquences                           |
| Ligne | Parcours                                                                                     | La semaine (lundi-vendredi)                                                | Le samedi                            | Le dimanche                          |
| ----- | -------------------------------------------------------------------------------------------- | -------------------------------------------------------------------------- | ------------------------------------ | ------------------------------------ |
| 803   | Petite Prairie ↔ Hôpital ↔ Nyon — Gare ↔ Plage ↔ Colovray                                    | 1 bus toutes les 30 min (6h-19h30) 1 bus toutes les heures (20h15-23h15)   | 1 bus toutes les heures (6h15-23h15) | -                                    |
| 804   | Terre-Bonne ↔ Route du Boiron ↔ Nyon — Gare ↔ La Levratte ↔ Chemin du Reposoir ↔ Chantemerle | 1 bus toutes les 15 min (5h30-19h45) 1 bus toutes les 30 min (20h15-23h15) | 1 bus toutes les 30 min (5h45-23h15) | 1 bus toutes les heures (6h15-23h15) |
| 805   | Nyon — Gare ↔ Prangins — Musée national                                                      | 1 bus toutes les 15 min (6h-20h) 1 bus toutes les 30 min (20h30-23h30)     | 1 bus toutes les 30 min (6h-23h30)   | 1 bus toutes les heures (6h-23h)     |

### Lignes régionales
| Ligne | Parcours                                                                                              | Fréquences | Fréquences                                                                          | Fréquences                           |
| Ligne | Parcours                                                                                              | La semaine (lundi-vendredi) | Le samedi                                                                           | Le dimanche                          |
| ----- | --- | --- | ----------------------------------------------------------------------------------- | ------------------------------------ |
| 810   | Nyon — Gare ↔ Crassier — Ancienne gare ↔ La Rippe                                                     | 1 bus toutes les 30 min (5h50-8h20 / 16h20-19h20) 1 bus toutes les heures (8h20-16h20 / 19h20-23h20) 1 service supplémentaire effectué le vendredi (après 0h30)                                                                                            | 1 bus toutes les heures (7h20-23h20) 1 service supplémentaire effectué (après 0h30) | 1 bus toutes les heures (7h20-20h20) |
| 811   | Coppet — Gare ↔ Nyon — Gare ↔ Gland — Gare nord                                                       | 1 bus toutes les heures (5h30-6h30 / 9h30-11h30 / 13h30-15h30 / 19h30-0h30) 1 bus toutes les 30 min (6h30-9h30 / 11h30-13h30 / 15h30-19h30) | 1 bus toutes les heures (5h30-0h30)                                                 | 1 bus toutes les heures (5h30-0h30)  |
| 813   | Crassier — Ancienne gare ↔ Coppet — Gare ↔ Chavannes-des-Bois                                         | 1 bus toutes les 30 min (6h-9h / 12h-13h (en période scolaire) / 16h-19h) 1 bus toutes les heures (9h-16h (en vacances scolaires) // 9h-12h / 13h-16h (en période scolaire) // 19h-22h)                                                                    | 1 bus toutes les heures (6h-22h)                                                    | 1 bus toutes les 2 heures (8h-18h)   |
| 814   | Coppet — Gare ↔ Chavannes-de-Bogis ↔ Divonne-les-Bains — Arbère                                       | - | -                                                                                   | -                                    |
| 815   | Nyon — Gare ↔ Gingins — Poste                                                                         | 1 bus toutes les 30 min sur le trajets Gingins-Nyon (5h50-8h20 / 16h20-19h20) et 1 bus toutes les 15 minutes entre Signy Centre- Nyon 1 bus toutes les 30 minutes (8h20-16h20 / 19h20-22h20) 3 services supplémentaires effectués le vendredi (23h20-1h40) | 1 bus toutes les heures (7h20-1h20)                                                 | 1 bus toutes les heures (7h20-20h20) |
| 818   | Nyon — Gare ↔ Divonne-les-Bains ↔ Gex — Centre                                                        | - | -                                                                                   | -                                    |
| 891   | Afterbus : (Circulaire) Coppet — Gare via Commugny, Mies, Chavannes-des-Bois, Bogis-Bossey et Céligny | 3 services effectués seulement le vendredi (23h20-1h50) | 3 services (23h20-1h50)                                                             | -                                    |

## Exploitation
La flotte du réseau est majoritairement constituée d'autobus MAN Lion's City et Mercedes-Benz Citaro. La flotte a été renouvelée en grande partie entre 2014 et 2015.

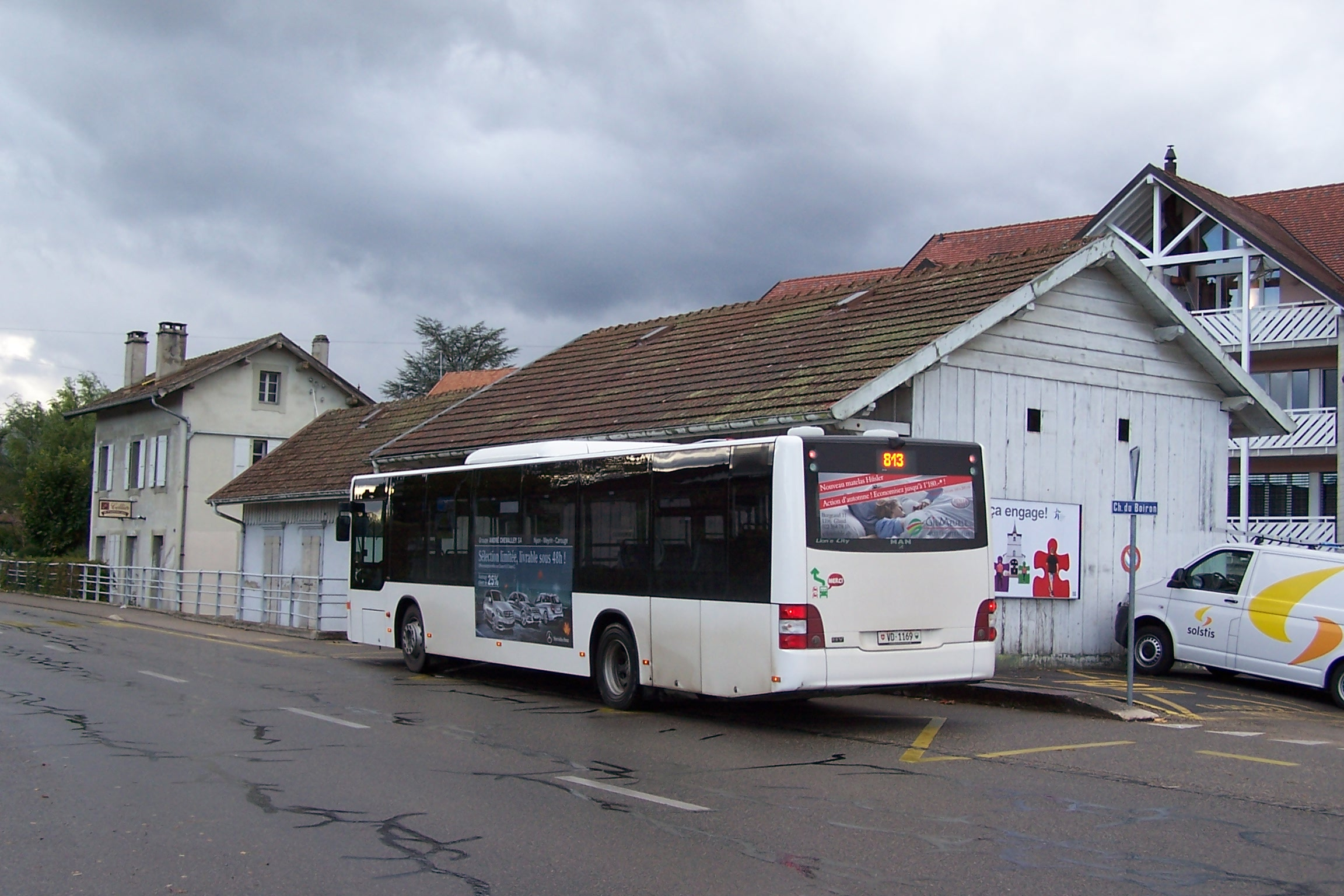
MAN Lion's City

L'année 2018 voit l'achat de deux autobus articulés Mercedes-Benz Citaro G afin de faire face à la hausse de la fréquentation du réseau.

## Fréquentation
Le réseau voit sa fréquentation fortement augmenter depuis 2014 et l'instauration du cadencement au quart d'heure, de la priorité aux feux et à divers aménagements routiers : 55 % d'augmentation entre 2014 et 2016.

## Tarification
Le réseau est situé sur la communauté tarifaire Mobilis Vaud. Jusqu'au 15 décembre 2019, certaines zones sont communes avec Unireso.
Le réseau urbain de Nyon et Prangins s'étend sur une seule zone, la zone 20. Les lignes régionales s'étendent sur deux à quatre zones tarifaires.